# 毛泽东思想
毛泽东思想，或称毛主义、毛泽东主义，是以毛泽东为主要代表的中国共产党人，根据马克思列宁主义的基本原理，把中国長期革命和建设及社会实践中的一系列独创性经验作了理论概括而形成的科学的指导思想:3816。毛泽东思想是中国共产党的指导思想之一。中国共产党认为毛泽东思想是其取得新民主主义革命、抗日战争、解放战争胜利并建立中华人民共和国、进行社会主义建设的指导思想，是马克思列宁主义在中国独特的运用发展，是被实践证明关于中国革命和建设的正确的理论原则和经验总结，是毛泽东时代中国共产党集体智慧的结晶:3816。

## 起源和演变

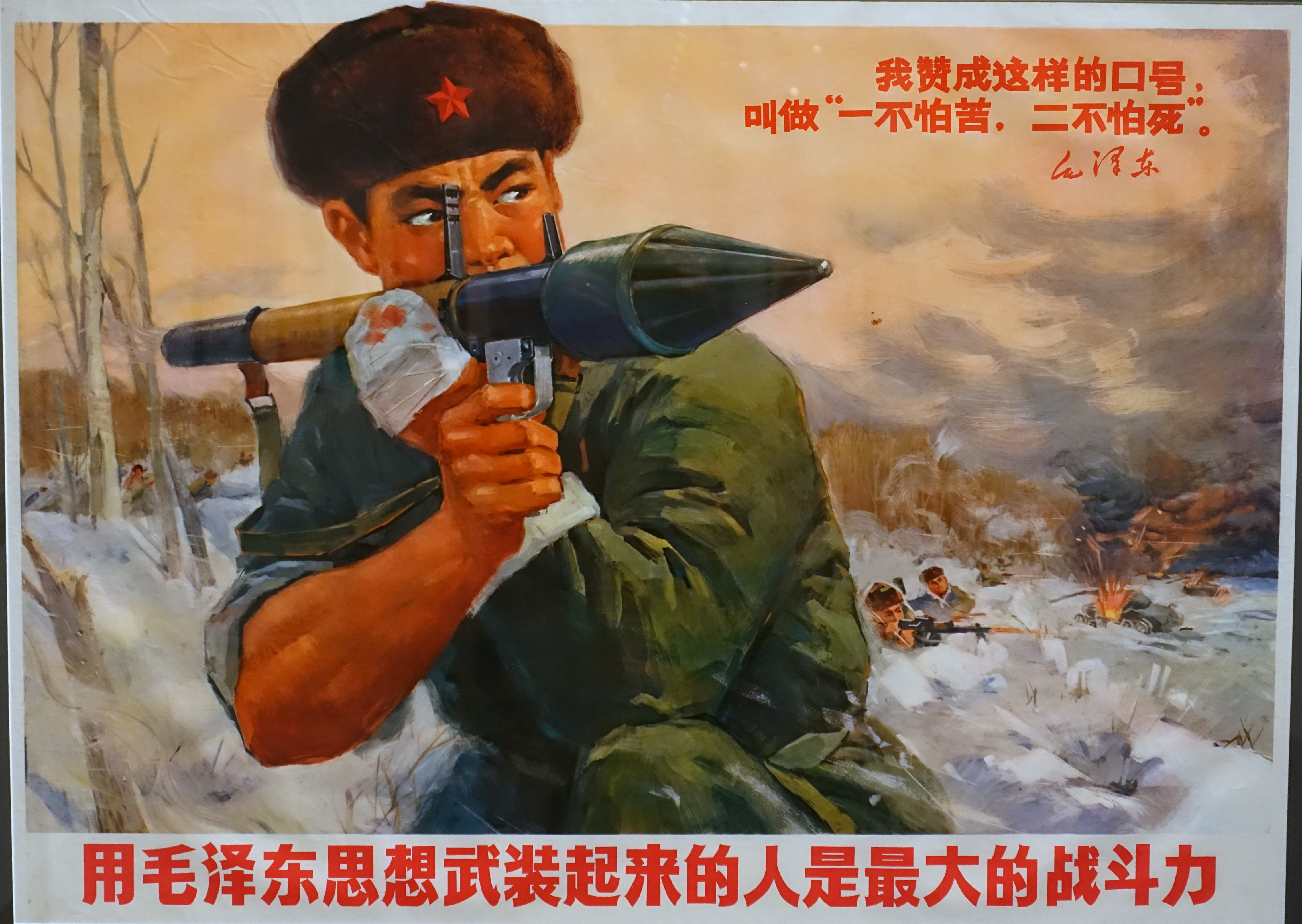
毛泽东思想宣传海报

中国国内首次用毛泽东的姓名来指称共产党的理论，是国民党理论家任卓宣（笔名叶青）在1941年冬提出的“毛泽东主义”，之后延安理论家张如心在与其论战中亦沿袭了此词语。之后是邓拓和吴玉章。
1920年代后期和1930年代前期，在同国际共产主义运动和中国共产党盛行的把马克思主义教条化的倾向作斗争并总结历史经验过程中，毛泽东思想逐渐形成和发展:3816。在土地革命战争后期和抗日战爭时期得到系统总结和多方面展开而达到成熟:3816。毛泽东思想一词最早则是由王稼祥于1943年在《解放日报》上发表的《中国共产党与中国民族解放的道路》一文中提出。在正式文件中，首次出现于1945年的中共七大，身为五大书记之一刘少奇的报告《论党》裡。对毛泽东思想的首次系统论述也是该报告。中共七大首次规定毛泽东思想为中国共产党的指导思想。
毛泽东思想在解放战争时期和中华人民共和国成立以后继续得到发展:3816。
1950年，史华慈首次提出了“毛主义”这一概念，并把它与马克思主义、列宁主义并列。这是国际学术界首次用领导人的姓氏来命名中国共产党的指导思想。
1956年在中共八大通過的党章，取消了毛泽东思想是中国共产党的指导思想这一规定。 1969年的中共九大党章又恢复了七大的规定，并称“毛泽东思想是在帝国主义走向全面崩溃，社会主义走向全世界胜利的时代的马克思列宁主义”，是马克思列宁主义的“一个崭新的阶段”。 此后，毛泽东思想一直被规定为中国共产党的指导思想。
改革开放后，1981年中共十一届六中全会通过《关于建国以来党的若干历史问题的决议》，认为毛泽东思想为中国共产党第一代中央领导集体智慧的结晶，是马克思主义中国化的第一个重大理论成果，而不只是毛泽东个人的思想。决议认为毛泽东思想在六个方面以独创性的理论丰富和发展了马克思列宁主义，而毛泽东思想的活的灵魂，即贯串于六个组成部分的立场、观点和方法，有三个基本方面：实事求是，群众路线，自力更生。认为新民主主义理论和人民民主专政等理论经过了历史的实践检验，已证明其行之有效。此后，“无产阶级专政下继续革命的理论”不再是中国官方定义的毛泽东思想的组成部分。
在中国，毛泽东思想的經濟部分自改革開放以來已被弃用，但其在政治、军事、外交、文艺、哲学等多方面的思想内容則仍然存在於中國大陸的社會中，也极大程度上影響了20世紀全球范围内的一些地區。这其中比较突出的有“枪杆子里面出政权(政权是由枪杆子中取得的)”、“没有调查，就没有发言权”、“文艺为工农兵服务”、“新民主主义”、“批评和自我批评”、“群众路线”、“统一战线”、“人民战争”、“人民是创造世界历史的动力”、“调动一切积极因素”、“无产阶级专政下继续革命的理论”、“三个世界理论”等。《关于建国以来党的若干历史问题的决议》认为毛泽东思想不包含“无产阶级专政下继续革命”、“资产阶级就在共产党内”等毛泽东晚年论点。
毛泽东思想专注于摧毁旧的社会制度和价值系统，并试图建立一种完全崭新的社会体制，并提出了一整套相应的战略战术和政策策略。在中國以外，许多政党组织使用“毛主义”一词并与毛思想混用，中国官方不曾正式使用过“毛主义”或“毛泽东主义”。一些学者认为毛泽东并没有提出自己独立的价值系统和理论学说，他只是补充了马列主义的思想理论体系，并且反对修正主义，所以不足以称为“毛主义”或“毛泽东主义”。还有一些学者认为毛具有较深的国家主义和左翼民粹主义的观念，“毛主义”则可视为这些元素的混合体。
在非中日韩的语言体系下，毛泽东思想可能被译为，即“毛主义”，但毛泽东本人始终反对使用“主义”称呼自己的理论思想体系。

## 定义及地位
1981年中共十一届六中全会上通过的《关于建国以来党的若干历史问题的决议》，概括总结了毛泽东思想的内容，认为毛泽东思想在六个方面以独创性的理论丰富和发展了马克思列宁主义，而毛泽东思想的活的灵魂，即贯串于六个组成部分的立场、观点和方法，有三个基本方面：实事求是，群众路线，独立自主。
六个方面：
1. 关于新民主主义革命。
2. 关于社会主义革命和社会主义建设。
3. 关于革命军队的建设和军事战略。
4. 关于政策和策略。
5. 关于思想政治工作和文化工作。
6. 关于党的建设。

三个基本方面（或表述为“毛泽东思想活的灵魂”）：
1. 实事求是：即要理论联系实际，解放思想，用客观实践检验真理；
2. 群众路线：即一切为了群众，一切依靠群众，从群众中来，到群众中去；
3. 独立自主：即要把方针要放在本国实际和本国人民力量的基点上，找出适合本国情况的前进道路。

中国共产党章程对毛泽东思想的定义是：“以毛泽东同志为主要代表的中国共产党人，把马克思列宁主义的基本原理同中国革命的具体实践结合起来，创立了毛泽东思想。毛泽东思想是马克思列宁主义在中国的运用和发展，是被实践证明了的关于中国革命和建设的正确的理论原则和经验总结，是中国共产党集体智慧的结晶。”強調說明其群眾性質，而不將毛泽东思想看作個人成就。中共在過往歷史上曾多次表示毛泽东思想是由集体创立的。

## 内容

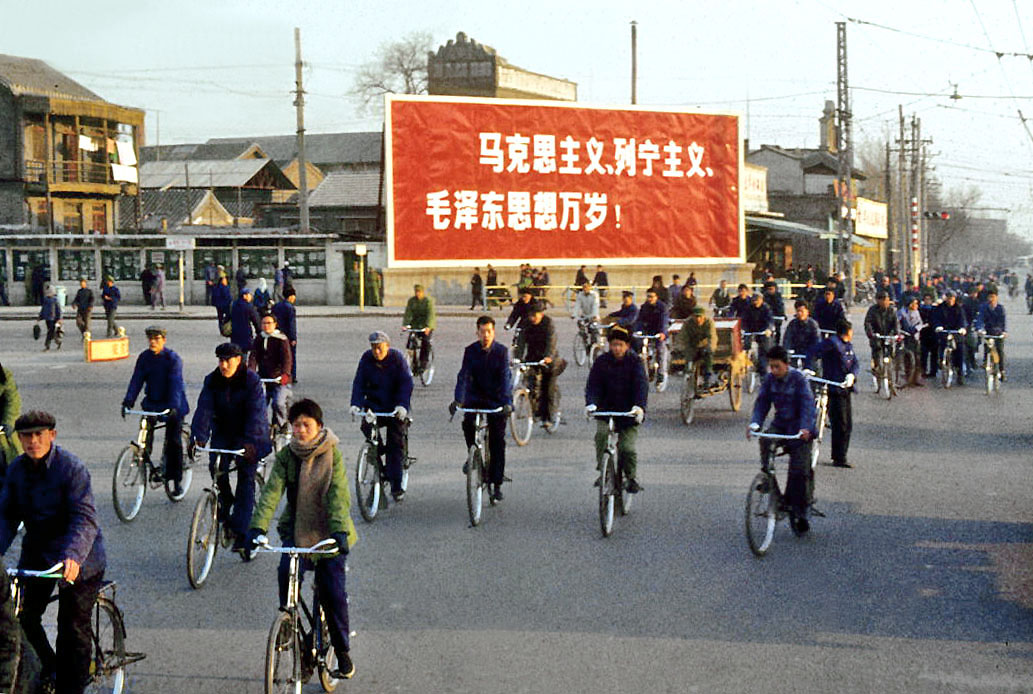
1978年北京，「马克思主义, 列宁主义, 毛泽东思想万岁」

毛泽东思想继承并发展了马克思列宁主义，二者目标一致，都是为了推翻资本主义制度和消灭私有制，从而在全球建立共产主义社会。根本基点都是唯物论与阶级斗争，否定有神论与资产阶级人道主义，强调人的阶级性和阶级斗争。
毛泽东思想与过去马列主义的经验相比，主要区别是：中国革命模仿俄国十月革命中城市工人暴动失败，转而鼓动农民起来夺权，在农村建立革命根据地，到武装夺取城市，即“农村包围城市”。具体实施办法，一、强调“枪杆子里面出政权”，党支部建到连上，实行党指挥枪，统一思想，整肃异己，形成军队效忠于党的局面。二、发动土地革命划分农村人口的成分，打倒地主，孤立富农，保护中农，“打土豪、分田地”，强制性再分配地主乡绅的土地和财产，调动劳动者的积极性。

### 哲学思想
毛泽东支持辩证法的对立统一:389。 “对立统一规律是宇宙的根本规律。这个规律，不论在自然界、人类社会和人们的思想中，都是普遍存在的。”
毛泽东支持唯物辩证法的内因论，认为“外因是变化的条件，内因是变化的根据，外因通过内因而起作用。”矛盾是會轉化，量變會促成質變。

### 政治思想
毛泽东政治思想主要有新民主主义理论、人民民主专政理论、无产阶级专政下继续革命的理论。
毛泽东认为“世界一切革命斗争都是为着夺取政权，巩固政权。”
毛泽东主张“在社会主义社会中，基本的矛盾仍然是生产关系和生产力之间的矛盾，上层建筑和经济基础之间的矛盾。” 阶级斗争在整个社会主义社会的历史阶段始终存在。无产阶级建立政权之后，资产阶级还有复辟的企图。共产党的领导人也有可能成为“走资本主义道路的当权派”。毛泽东认为必须发动群众在思想文艺战线上同资产阶级作斗争，消灭资产阶级法权。

### 刑法思想
镇压与宽大相结合：毛泽东认为，对反革命分子“必须实行镇压与宽大相结合的政策，即首恶者必办，胁从者不问，立功者受奖的政策，不可偏废。”
改造罪犯：“在无产阶级专政的条件下，一般说是可以把犯人改造过来，只有个别人改造不过来”。
群众专政：对反革命分子的专政要依靠人民群众。
毛泽东推动建立了中华人民共和国特有的“死刑缓期执行”这一刑罚。

### 军事思想

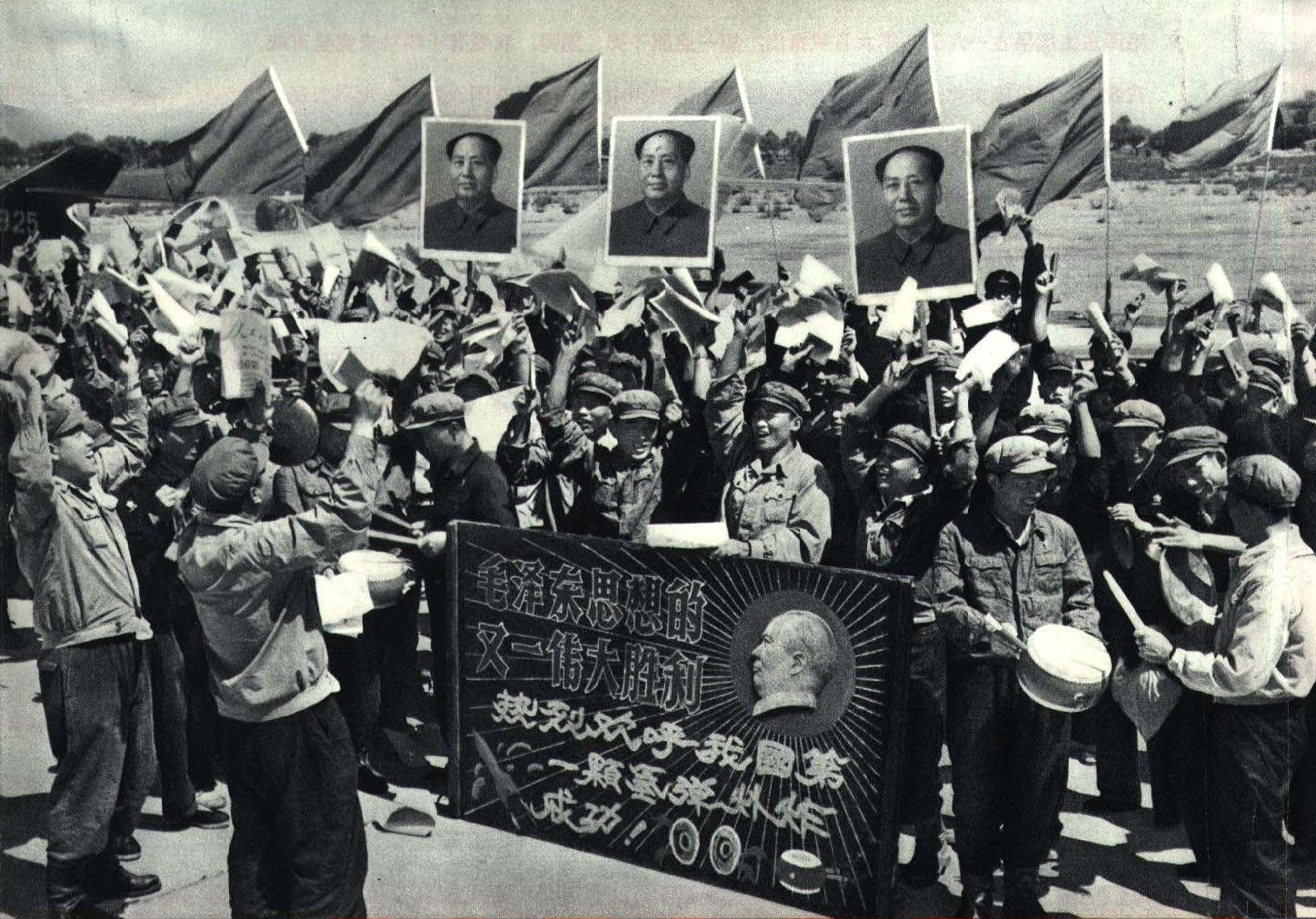
1967年人民畫報。兩彈一星的氢弹成功，被表述為「毛澤東思想的又一偉大勝利」

毛泽东在长期国内战争和抗日战争中不断探索实践，逐步形成了一套完整的军事理论，包括一系列军事战略战术和军事原则方法等。工农武装割据、农村包围城市，人民战争、游击战、运动战理论；人民战争理论是毛泽东思想的重要组成部分，其游击战、运动战等战略战术理论被认为源于中国古代兵家和道家的思想或世界觀。

### 外交思想
毛泽东是中华人民共和国外交思想的奠基人，他明确提出“爱国主义和国际主义结合”的外交思想，坚持独立自主的外交政策。在国家间的关系方面，毛泽东认为国家无论大小，应该一律平等，与周恩来一起提出和平共处五项原则。毛泽东晚年提出的划分三个世界的这一理念，被认为是对中国古代纵横家政治外交思想的继承和发展。
毛泽东认为“国家是国家的关系，党是党的关系”，中国共产党支持各国共产党，但中国政府不干涉各国政府镇压共产党。:594

### 文艺思想
“一定的文化(当作观念形态的文化)是一定社会的政治和经济的反映，又给予伟大影响和作用于一定社会的政治和经济；而经济是基础，政治则是经济的集中的表现。”源于这一基本观点，毛泽东在《在延安文艺座谈会上的讲话》中提出，人民生活是文艺创作的唯一源泉，文艺作品既源于生活又高于生活，文艺为人民大众服务，文艺为革命政治目标服务等。强调“要使文艺很好地成为革命机器的一个组成部分”，文艺“是整个革命机器中的‘齿轮和螺丝钉’”，“文艺是从属于政治的”。 接受了这些原则的文学艺术家所创作的作品，在其内容和形式等方面都体现了新的面貌。
《讲话》以阶级观点和阶级斗争意识来批判所谓“人性”和“人道主义”。《讲话》说：一些资产阶级知识分子不干净，“头脑里还装着剥削阶级的脏东西。根本不知道什么是无产阶级思想，什么是共产主义，什么是党”，“无产阶级是不能迁就你们的，依了你们，实际上就是依了大地主大资产阶级，就有亡党亡国的危险。”

## 毛派
毛泽东思想学派，简称毛派，自称信仰马列主义和毛泽东思想、毛主义或马列毛主义，且反对修正主义。
邓力群、魏巍、李成瑞、马宾、林默涵、吴冷西、喻权域、许立群、梅行等，有人称为官方毛派或保皇毛派，与中国特色社会主义对立。发声刊物《中流》、《真理的追求》2001年停刊，后继媒体有乌有之乡、前国家统计局局长李成瑞等参与创办的毛泽东旗帜网、东方红社科网。张宏良、社科院副院长李慎明等是其中一支的旗帜性代表人物，其基本观点是反美帝（美帝国主义）、反邓修（邓小平修正主义）、改造和挽救现今的中国共产党、消灭国内的反毛势力。 还有一些尚存的造反派以及支持毛泽东思想的民间毛派，现存造反派标志性人物有袁庾华等。中国毛派的主流立场难以界定，或可分为立场保守的“保党救国派”（保救派）和支持“马列主义、毛泽东思想”或“马列毛主义”的激进派。
文化大革命结束后，国际反修正主义运动分裂为毛派、亲华派和霍查派。1984年，毛派国际组织革命国际主义运动成立。中国之外的毛派组织曾自称意识形态为“马克思主义、列宁主义、毛泽东思想”。然而秘鲁共产党 (光辉道路)自1980年代以来认为，毛泽东思想一词不足以表达毛泽东的贡献，因此使用术语“毛主义”和“马列毛主义”，后获革命国际主义运动的成员党以及菲律宾共产党、印度共产党（毛主义）等认同。但一些政党依旧坚持“毛泽东思想”一词，如德国马列主义党、希腊共产主义组织、意大利马列主义党等。
信奉毛泽东思想（或毛主义）的阿根廷革命共产党、秘鲁共产党 (光辉道路)、尼泊尔共产党（毛主义中心）都曾一度活跃。菲律宾共产党、印度共产党（毛主义）、土耳其共产党/马列（及从中分裂的毛主义共产党）自1960、1970年代以来坚持武装斗争至今。

## 评论
- 《关于建国以来党的若干历史问题的决议》：

（28）以毛泽东同志为主要代表的中国共产党人，根据马克思列宁主义的基本原理，把中国长期革命实践中的一系列独创性经验作了理论概括，形成了适合中国情况的科学的指导思想，这就是马克思列宁主义普遍原理和中国革命具体实践相结合的产物——毛泽东思想。在一个半殖民地、半封建的东方大国里进行革命，必然遇到许多特殊的复杂问题。靠背诵马克思列宁主义一般原理和照搬外国经验，不可能解决这些问题。主要在本世纪二十年代后期和三十年代前期在国际共产主义运动中和我们党内盛行的把马克思主义教条化、把共产国际决议和苏联经验神圣化的错误倾向，曾使中国革命几乎陷于绝境。毛泽东思想是在同这种错误倾向作斗争并深刻总结这方面的历史经验的过程中逐渐形成和发展起来的。它在土地革命战争后期和抗日战争时期得到系统总结和多方面展开而达到成熟，在解放战争时期和中华人民共和国成立以后继续得到发展。毛泽东思想是马克思列宁主义在中国的运用和发展，是被实践证明了的关于中国革命的正确的理论原则和经验总结，是中国共产党集体智慧的结晶。我党许多卓越领导人对它的形成和发展都作出了重要贡献，毛泽东同志的科学著作是它的集中概括。 
（31）毛泽东思想是我们党的宝贵的精神财富，它将长期指导我们的行动。由马克思列宁主义、毛泽东思想培育的党的领导者和大批干部，过去是我们的事业取得巨大胜利的基本骨干，现在和今后仍然是社会主义现代化建设事业的宝贵中坚。毛泽东同志的重要著作，有许多是在新民主主义革命时期和社会主义改造时期写的，但仍然是我们必须经常学习的。这不但因为历史不能割断，如果不了解过去，就会妨碍我们对当前问题的了解；而且因为这些著作中包含的许多基本原理、原则和科学方法，是有普遍意义的，现在和今后对我们都具有重要的指导作用。因此，我们必须继续坚持毛泽东思想，认真学习和运用它的立场、观点和方法来研究实践中出现的新情况，解决新问题。毛泽东思想为马克思列宁主义的理论宝库增添了许多新的内容，我们应该把学习毛泽东同志的科学著作同学习马克思、恩格斯、列宁、斯大林的科学著作结合起来。因为毛泽东同志晚年犯了错误，就企图否认毛泽东思想的科学价值，否认毛泽东思想对我国革命和建设的指导作用，这种态度是完全错误的。对毛泽东同志的言论采取教条主义态度，以为凡是毛泽东同志说过的话都是不可移易的真理，只能照抄照搬，甚至不愿实事求是地承认毛泽东同志晚年犯了错误，并且还企图在新的实践中坚持这些错误，这种态度也是完全错误的。这两种态度都是没有把经过长期历史考验形成为科学理论的毛泽东思想，同毛泽东同志晚年所犯的错误区别开来，而这种区别是十分必要的。我们必须珍视半个多世纪以来在中国革命和建设过程中把马克思列宁主义普遍原理和中国实际相结合的一切积极成果，在新的实践中运用和发展这些成果，以符合实际的新原理和新结论丰富和发展我们党的理论，保证我们的事业沿着马克思列宁主义、毛泽东思想的科学轨道继续前进。 

- 阿尔巴尼亚劳动党第一书记恩維爾·霍查在其于1978年公开发表的著作《帝国主义与革命》中说：“毛泽东的思想绝不是马克思主义。”[33][34] 美国革命共产党刊物《共产党人》发表《反击教条修正主义对毛泽东思想的进攻》等文章反驳霍查的言论。[35]

- 各种左翼共产主义派系和人物均反对毛泽东思想。意大利共产党左翼代表阿马迪奥·博尔迪加在1957年称毛时期的中国是“证实的资本主义复制版”。他抨击人民民主专政理论抛弃无产阶级称毛为修正主义者。博尔迪加认为毛的理论是“极其错误的，对马克思主义有害的”[36]。国际主义共产主义倾向同样认为，毛泽东和邓小平没有本质区别，中共政权“没有一点社会主义的东西”[37]。

## 外部連結
- 《中国大百科全书》第三版网络版中的条目：（简体中文）（简体中文）